# Драгойчева, Цола
Цола Нинчева Драгойчева (30 августа 1898, Бяла-Слатина — 26 мая 1993, София) — болгарский государственный и политический деятель, учительница, коммунист и антифашист.

## Биография
Родилась в семье рабочих 30 августа (18 августа по старому стилю) 1898 года.
В 1919 году вступила в БКП. В 1921 году окончила Высший педагогический институт. Участвовала в разгромленном социалистическом восстании 1923 года. Арестована и в 1925 году осуждена на смертную казнь, заменённую, в связи с беременностью, на пожизненное заключение. Родила в тюрьме.
В 1932 году была амнистирована. В 1937 году избрана членом ЦК БКП, а с 1940 года — член Политбюро ЦК БКП. В 1941 году арестована и заключена в концлагерь, откуда бежала. В 1942 году была заочно приговорена к смертной казни. Участвовала в восстании 9 сентября 1944 года.
После войны занимала ряд ответственных должностей, в том числе министра связи и путей сообщения.

## Награды
- Герой Народной Республики Болгария (1968).
- Герой Социалистического Труда (1963).
- 5 орденов Георгия Димитрова (1958, 1962, 1963, 1965, 1983.)
- Орден Ленина (1968).
- Орден Октябрьской Революции (17 августа 1978 года).
- Орден Дружбы народов (17 августа 1973 года).
- Орден «Знак Почёта».
- Международная Ленинская премия «За укрепление мира между народами» (1972).
- Юбилейная медаль «Двадцать лет Победы в Великой Отечественной войне 1941—1945 гг.» (1965)
- Юбилейная медаль «Тридцать лет Победы в Великой Отечественной войне 1941—1945 гг.» (1975)

## Книги
- Ц. Драгойчева. Младежта и Отечественият фронт. Речи на Цола Драгойчева. София, 1944
- Ц. Драгойчева. Повеля на дълга. Спомени и размисли в 3 тома. София, Партиздат, 1972.
- Ц. Драгойчева. По велению долга. Москва, Издательство политической литературы, 1974.
- Ц. Драгойчева. Българо-съветската дружба — двигателна сила за възход на НРБ. София, 1976.